# Pagesia acuminata
Pagesia acuminata là một loài thực vật có hoa trong họ Mã đề. Loài này được (Walter) Pennell mô tả khoa học đầu tiên năm 1935.